# Amerykański Instytut Naftowy
Amerykański Instytut Naftowy (American Petroleum Institute, API) – zrzeszenie branżowe producentów ropy naftowej. Jego członkami jest 400 spółek działających w branży, które zajmują się m.in. produkcją, rafinacją i zaopatrzeniem w ropę, eksploatacją rurociągów naftowych czy transportem morskim.
Pierwotnie zakres działalności organizacji miał charakter narodowy, który w ostatnich latach uległ poszerzeniu ze względu na stale rosnący zasięg międzynarodowych interesów związanych z przemysłem naftowym. Główne funkcje API to:
- prowadzenie negocjacji i rozmów ze społeczeństwem, Kongresem, władzą wykonawczą, władzami stanowymi i mediami, prowadzących to ustanawiania korzystnych rozwiązań prawnych dla przemysłu naftowego,
- prowadzenie lub zlecanie badań naukowych i statystycznych,
- certyfikacja,
- edukacja.